# Бюмплиц-Оберботтиген
Бюмплиц-Оберботтиген (нем. Bümpliz-Oberbottigen) — один из шести районов Берна (район VI). Он расположен в западной части города и граничит с Ленггассе-Фельсенау и с Маттенхоф-Вейссенбюль.

## Кварталы
Включает в себя 4 квартала:
- Бюмплиц
- Оберботтиген
- Штокакер
- Вифлеем